# Гидролокатор бокового обзора

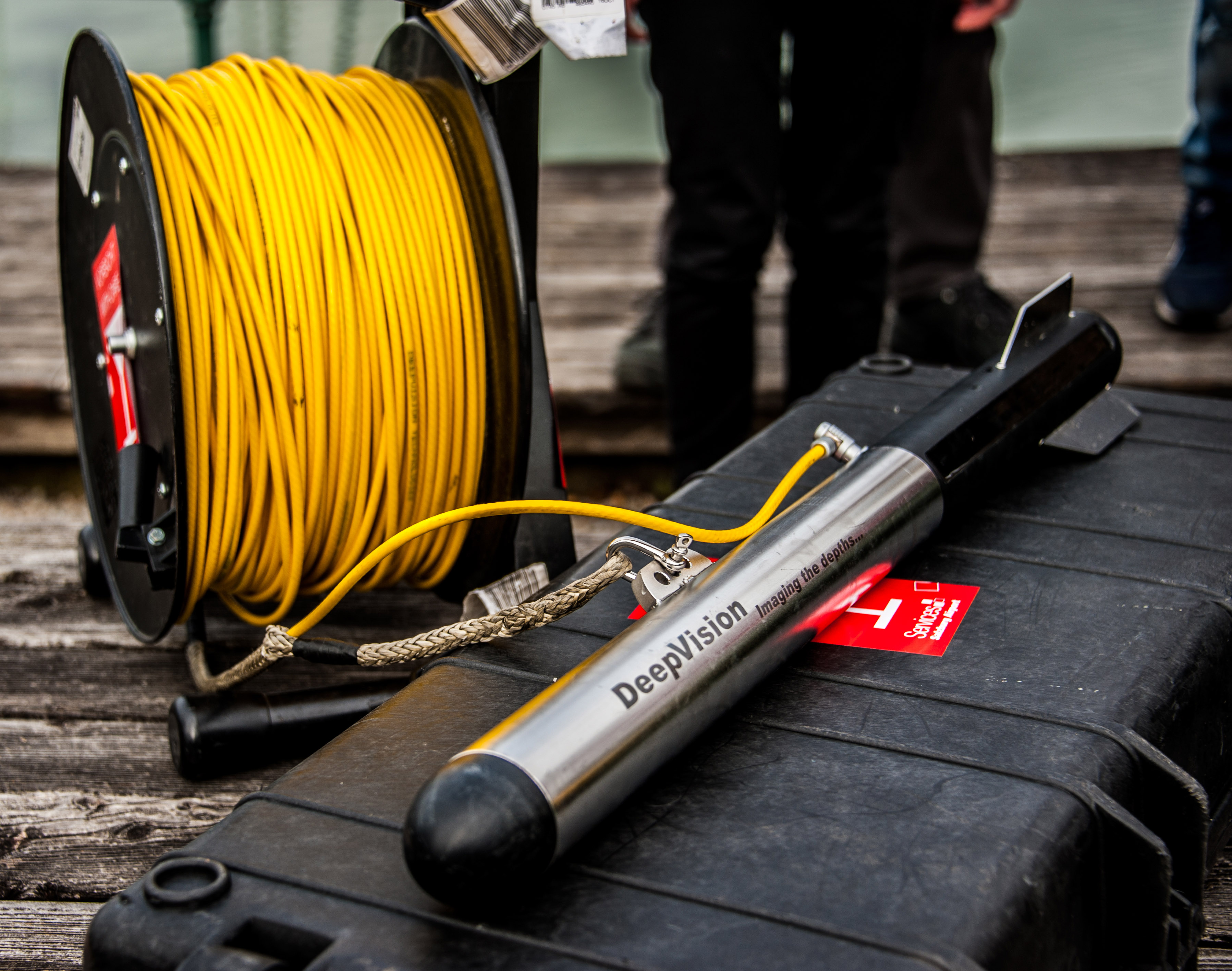
Буксируемый гидролокатор бокового обзора

Гидролокатор бокового обзора (ГБО) (англ. Side-scan sonar (SSS)) — это гидроакустический прибор, основанный на принципе эхолокации, используемый для получения изображения морского дна. Является разновидностью активного гидролокатора с характерной диаграммой направленности акустического луча - узкой (0.1 - 6°) в продольной плоскости ГБО и широкой (до 100°) в поперечной (вертикальной).
По способу транспортировки могут располагаться на судне или в буксируемой гондоле (буксируемый гидролокатор бокового обзора - БГБО).

### Принцип действия

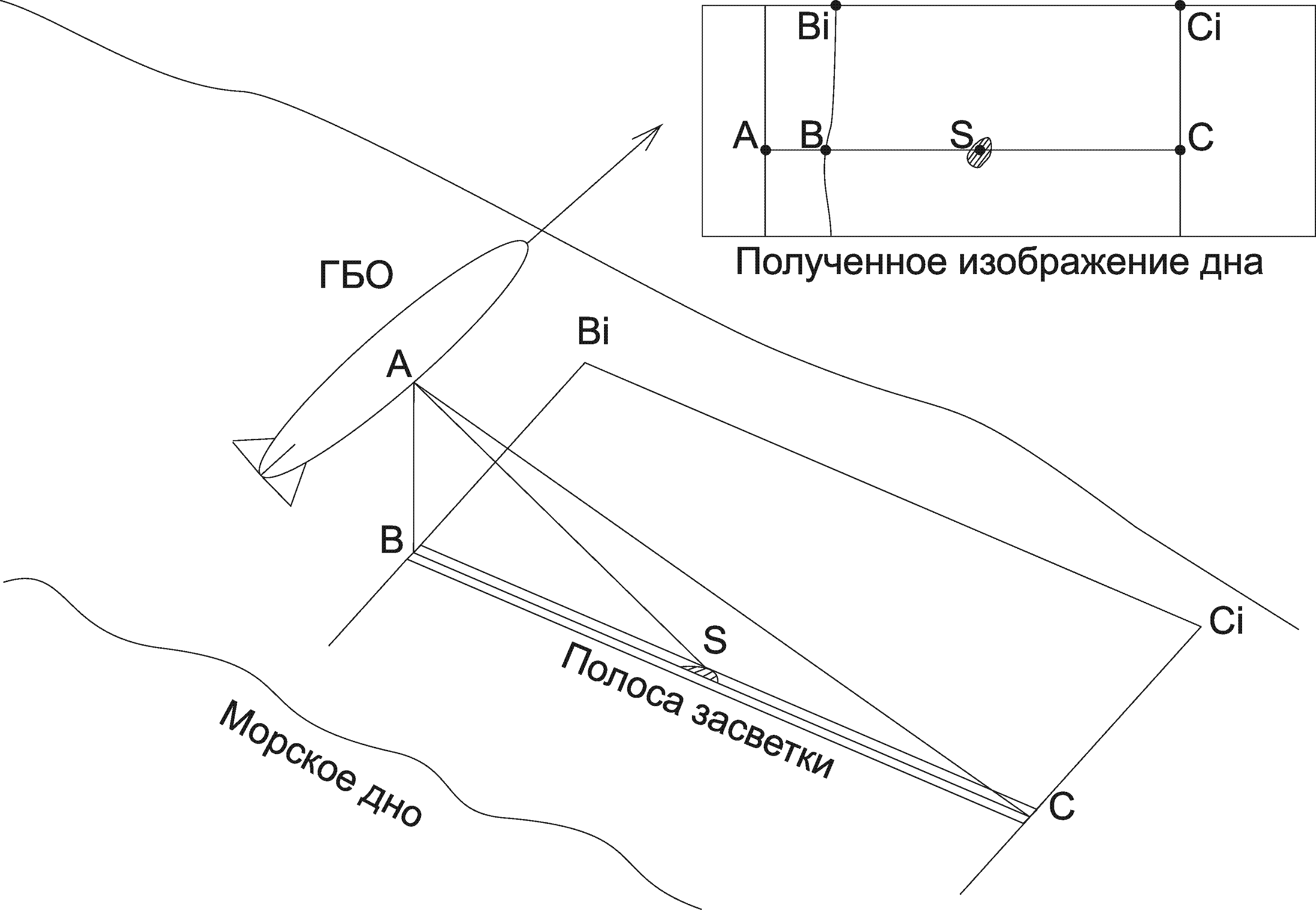
Принцип действия ГБО

ГБО посылает в направлении дна акустический луч. Достигнув препятствия, акустическая энергия переотражается и возвращается на приемную антенну гидролокатора. Наклонное расстояние от приемоизлучателя до препятствия равняется S = сT/2, где с - скорость звука в воде, Т - время между посылкой передающей антенной ГБО акустического луча и детектированием приемной антенной ГБО отраженного сигнала. Поскольку ширина луча в продольной плоскости достигает значительных размеров, на дне образуется широкая и узкая полоса засветки. При этом различные неоднородности дна имеют разную отражающую способность, т.е. амплитуда сигнала от разных препятствий будет отличаться.
Полученный отраженный акустический сигнал в преобразовательном тракте гидролокатора превращается в электрический ток и передается на регистрирующее устройство, например на барабан с намотанной электрочувствительной бумагой с горизонтальной разверткой (в современных системах функцию электрочувствительной бумаги выполняет экран ЭВМ). Перо самописца движется по электрочувствительной бумаге и прожигает отметки. Сила тока при этом зависит от амплитуды полученного акустического сигнала.
ГБО постоянно перемещается и излучает акустические лучи, сканирующие дно полосами засветки. Если синхронизировать скорость протяжки электрочувствительной бумаги со скоростью движения ГБО, строки засветки на электрочувствительной бумаге образуют изображение морского дна. Полученное изображение представляет собой аналог аэрофотоснимка морского дна, если бы его не покрывала толща воды.

### Особенности использования
Гидролокатор бокового обзора хорошо визуально отображает особенности морского дна, но при этом не предоставляет данных о фактических глубинах и абсолютном пространственном положении гидроакустических целей. В связи с этим ГБО часто используют в связке с эхолотом (данные по глубине) и GPS-приемником (данные по позиции).

### Применение
Гидролокатор бокового обзора нашел широкое применение в таких областях как:
- гидрография
- морская геология
- морская археология[1]
- инспектирование подводных трубопроводов и сооружений[2]
- поиски затонувших объектов
- поиски жертв утопления[3]